# أليخاندرو رودريغيز دي ميغيل
اليخاندرو رودريغيز دي ميغيل (بالإسبانية: Alejandro Rodríguez de Miguel) (30 يوليو 1991 تاراسا إسبانيا - ) هو لاعب كرة قدم إسباني يلعب كمهاجم.

## روابط خارجية
- أليخاندرو رودريغيز دي ميغيل على موقع قاعدة بيانات كرة القدم.إي يو (الإنجليزية)
- أليخاندرو رودريغيز دي ميغيل على موقع Soccerway.com (الإنجليزية)
- أليخاندرو رودريغيز دي ميغيل على موقع عالم كرة القدم.نت (الإنجليزية)